# 상색초등학교
상색초등학교는 대한민국 경기도 가평군 가평읍 상색리에 있는 공립 초등학교이다.

## 학교 연혁
- 1936. 04. 20 가평공립보통학교 부설 두밀간이학교로 개교
- 1938. 04. 01 가평명륜공립심상소학교 두밀간이학교로 개명
- 1943. 03. 25 제1회 졸업식 거행
- 1944. 04. 01 상색국민학교로 교명 개정
- 1945. 05. 07 하색리 공회당을 가교사로 사용
- 1950. 04. 01 두밀분교장 설치
- 1951. 09. 01 6.25 전쟁으로 휴교 후 재개교
- 1954. 05. 09 미 제40사단 60연대에서 4개 교실 건축
- 1954. 05. 09 육군 제20사단 포병단에서 3교실 건축
- 1968. 영화 《사격장의 아이들》 촬영
- 1985. 03. 01 두밀초등학교 분교장 격하 편입
- 1994. 02. 28 상색국민학교 두밀분교 폐교
- 2008. 03. 01 제21대 이교섭 교장 부임
- 2012. 02. 16 제63회 졸업식(남 6, 여 6)
- 상색초등학교로 교명 변경

## 참고 자료
- 상색초등학교 - 한국교육학술정보원 학교알리미